# Rafael González Martínez
Rafael González Martínez (Burgos, 1910-Barcelona, 27 de febrero de 1995) fue un periodista y guionista de historietas de la Editorial Bruguera, de la que también fue director artístico y coordinador de su departamento de tebeos, durante el surgimiento de la denominada Escuela Bruguera.
Es tío del escritor y periodista Francisco González Ledesma, padre de Enric González.

## Biografía
Periodista en diarios como La Noche o La Vanguardia, durante la Guerra Civil hubo de exiliarse en Francia. Volvió a su país para trabajar de carbonero y escritor de novelas de a duro. 
En 1946 entró en la Editorial Bruguera, donde escribió guiones para series como El Inspector Dan de la Patrulla Volante y El reporter Tribulete, que en todas partes se mete. Sería, sobre todo, el director editorial de la misma hasta 1978.